# آنگل آروچا
آنگل آروچا (انگلیسی: Ángel Arocha; ۲۳ ژوئن ۱۹۰۷ – ۲ سپتامبر ۱۹۳۸) معروف به آروچا، یک بازیکن فوتبال اهل اسپانیا بود که به عنوان مهاجم بازی می‌کرد. آروچا فوتبال حرفه‌ای را با باشگاه فوتبال تنریف آغاز کرد و سپس بین سالهای ۱۹۲۷ و ۱۹۳۳ در باشگاه فوتبال بارسلونا بازی کرد.